# 2022-23년 질롱 코리아 시즌
2022-23년 질롱 코리아 시즌은 질롱 코리아가 호주프로야구리그에 참가한 3번째 시즌이다. 이병규 감독이 팀을 이끌었고, 주장은 장진혁과 하재훈이 차례로 맡았다. 팀은 사우스웨스트 디비전의 4팀 중 최하위, 전체 8팀 중 7위에 머물러 포스트시즌 진출에 실패했다.

## 타이틀

### 리그 1위
없음.

### 팀 내 1위
- 출장(타자): 송찬의 (28)
- 타석: 송찬의 (113)
- 타수: 송찬의 (102)
- 득점: 하재훈, 송찬의 (18)
- 안타: 송찬의 (33)
- 2루타: 김주성 (11)
- 3루타: 장진혁 (2)
- 홈런: 하재훈 (11)
- 타점: 송찬의 (24)
- 루타: 송찬의 (61)
- 볼넷: 박주홍 (13)
- 도루: 김규성 (7)
- 타율: 송찬의 (0.324)
- 출루율: 송찬의 (0.381)
- 장타율: 송찬의 (0.598)
- OPS: 송찬의 (0.979)
- 희생타: 김규성 (3)
- 희생플라이: 김규성, 오장한, 하재훈, 박상언, 권광민, 김주성, 박정현 (1)
- 고의4구: 조형우, 김주성, 하재훈 (1)
- 사구: 박찬혁, 김석환 (3)
- 득점권 타율: 김석환 (0.571)
- 득점권 안타: 송찬의, 김규성 (9)
- 대타율: 오장한, 하재훈 (0.667)
- 대타 안타: 오장한, 하재훈 (2)
- 대타 타점: 하재훈 (3)
- 대타 홈런: 하재훈 (2)
- 피투구수: 송찬의 (431)
- 타석 당 피투구수: 장재영 (5)
- 멀티히트: 송찬의 (11)
- 다승: 오윤성 (2)
- 출장(투수): 오윤성 (19)
- 선발등판: 김재영, 정이황, 장재영 (6)
- 세이브: 김태현, 최지민 (2)
- 이닝: 서준원 (34.2)
- 탈삼진: 장재영 (37)
- 홀드: 김태현 (4)
- 마무리등판: 김태현 (7)
- 병살 유도: 정이황, 장재영 (4)
- 퀄리티 스타트: 김재영, 장재영 (3)
- 퀄리티 스타트 플러스: 정이황, 장재영 (1)
- 투구 수: 서준원 (569)
- 경기 당 투구 수: 김재영 (86)
- 땅볼 유도: 정이황 (57)
- 평균자책점: 김재영 (4.72)
- 이닝 당 출루허용률: 정이황 (1.26)
- 피안타율: 정이황 (0.236)
- 피출루율: 정이황 (0.307)
- 피장타율: 정이황 (0.390)
- 피OPS: 정이황 (0.697)
- 자살: 김기연 (109)
- 보살: 김규성 (59)
- 견제 아웃: 김재영 (3)
- 도루 저지: 조형우 (5)

## 선수단
- 선발투수: 서준원, 김재영, 정이황, 김진욱, 박윤철, 이수민, 이가미 치카라
- 구원투수: 오윤성, 김태현, 최지민, 하준수, 이승관, 이태규, 유지성, 오세훈, 한선태, 양경모, 백동건, 최정욱, 김승현, 김승훈, 정윤환
- 마무리투수: 이근혁, 김효준, 구대성
- 포수: 김기연, 조형우, 박상언, 김시앙, 곽지민, 허관회
- 1루수: 송찬의, 김민석, 김석환
- 2루수: -[1]
- 유격수: 김규성, 서호철, 신준우, 박정현
- 3루수: 김주성, 김서진, 김태연
- 좌익수: 박찬혁, 오장한, 유상빈
- 중견수: 이원석, 장진혁, 권광민, 이진영
- 우익수: 박주홍
- 지명타자: 하재훈, 장재영

## 여담
- 유지성은 2023년 1월 8일 퍼스 히트와의 경기에서 구단 사상 마지막 세이브를 기록했다.
- 최지민은 2023년 1월 13일 오클랜드 투아타라와의 경기에서 구단 사상 마지막 홀드를 기록했다. 그러나 뒤이어 등판한 김태현과 유지성이 역전을 허용해 팀은 패배했다.
- 오세훈은 2023년 1월 14일 오클랜드 투아타라와의 경기에서 구단 사상 마지막 승리 투수가 되었다.
- 팀이 치른 마지막 경기는 2023년 1월 22일 애들레이드 자이언츠와의 경기였다. 이날 선발등판한 서준원이 팀의 마지막 패전 투수가 되었으며, 마지막 등판 투수는 구대성이었다. 마지막으로 타석을 소화한 타자는 2번 타자 김주성이었다.
- 질롱 코리아가 치른 3시즌 중 유일하게 개인 기록 1위를 한 명도 배출하지 못한 시즌이다.